# Championnat du monde masculin de curling 2025
Navigation
Édition précédente Édition suivante
Le Championnat du monde masculin de curling 2025 se déroule à Moose Jaw dans la province du Saskatchewan au Canada du 29 mars au 6 avril 2025.
Le format du championnat comporte un tournoi à la ronde de treize équipes. Outre le Canada en tant que pays hôtes, quatre autres équipes sont issus du classement du championnat pancontinental 2024 qui regroupe Asie-Pacifique et Amérique. Les huit autres équipes qualifiées sont issus des championnats d'Europe 2024 ;
Les six meilleures équipes se sont qualifiées pour la phase finale avec les quarts de finales sauf les deux meilleures équipes qui entre directement pour les demi-finales.

## Équipes
| Autriche | Canada | Chine | Tchéquie | Allemagne |
| --- | --- | --- | --- | --- |
| Kitzbühel Curling Club, Kitzbühel Skip : Mathias Genner Third : Jonas Backofen Second : Matthäus Hofer Lead : Martin Reichel Remplaçant : Florian Mavec                  | The Glencoe Club, Calgary Skip : Brad Jacobs Third : Marc Kennedy Second : Brett Gallant Lead : Ben Hebert Remplaçant : Tyler Tardi                              | CSO Curling Club, Pékin Skip : Xu Xiaoming Third : Fei Xueqing Second : Wang Zhiyu Lead : Li Zhichao Remplaçant : Yang Bohao                               | Curling Club Zbraslav & Curling Club Dion, Prague Skip : Lukáš Klíma Third : Marek Černovský Second : Martin Jurík Lead : Lukáš Klípa Remplaçant : Radek Boháč | Curling Club, Füssen Skip : Marc Muskatewitz Third : Benjamin Kapp Second : Felix Messenzehl Lead : Johannes Scheuerl Remplaçant : Mario Trevisiol |
| Italie | Japon | Norvège | Écosse | Corée du Sud |
| Trentino Curling Cembra & Curling Cembra, Cembra Skip : Joël Retornaz Third : Amos Mosaner Second : Sebastiano Arman Lead : Mattia Giovanella Remplaçant : Giacomo Colli | SC Karuizawa Club, Karuizawa Fourth: Riku Yanagisawa Skip : Tsuyoshi Yamaguchi Second : Takeru Yamamoto Lead : Satoshi Koizumi Remplaçant : Shingi Usui          | Trondheim Curlingklubb, Trondheim Skip : Magnus Ramsfjell Third : Martin Sesaker Second : Bendik Ramsfjell Lead : Gaute Nepstad Remplaçant : Willhelm Næss | Curl Edinburgh, Édimbourg Skip : Bruce Mouat Third : Grant Hardie Second : Bobby Lammie Lead : Hammy McMillan Jr. Remplaçant : Kyle Waddell                    | Uiseong Curling Club, Uiseong Fourth: Kim Hyo-jun Skip : Kim Chang-min Second : Kim Eun-bin Lead : Kim Jin-hun Remplaçant : Pyo Jeong-min          |
| Suède | Suisse | États-Unis | | |
| Karlstads Curlingklubb, Karlstad Skip : Niklas Edin Third : Oskar Eriksson Second : Rasmus Wranå Lead : Christoffer Sundgren Remplaçant : Simon Olofsson                 | Club de curling de Genève, Genève Fourth: Benoît Schwarz-van Berkel Skip : Yannick Schwaller Second : Sven Michel Lead : Pablo Lachat Remplaçant : Kim Schwaller | Duluth Curling Club, Duluth Skip : Korey Dropkin Third : Thomas Howell Second : Andrew Stopera Lead : Mark Fenner Remplaçant : Chris Plys                  | | |

## Premier tour
- Victoire
- Défaite
- A l'issue des 20 sessions, les 6 premiers sont qualifiés pour la phase finale : les 2 premiers directement en demi-finale, les 4 autres en quarts de finale.

| Rang | Pays         |      |      |       |      |       |      |      |      |      |      |      |      |      | Score |
| ---- | ------------ | ---- | ---- | ----- | ---- | ----- | ---- | ---- | ---- | ---- | ---- | ---- | ---- | ---- | ----- |
| 12   | Autriche     | —    | 2–8  | 7–8   | 2–7  | 3–9   | 2–8  | 7–9  | 2–8  | 2–12 | 11–4 | 4–8  | 4–9  | 1–7  | 1–11  |
| 1    | Canada       | 8–2  | —    | 8–2   | 8–3  | 7–5   | 4–2  | 7–3  | 8–3  | 5–6  | 9–3  | 8–6  | 10–4 | 8–3  | 11–1  |
| 3    | Chine        | 8–7  | 2–8  | —     | 3–10 | 11–10 | 9–4  | 6–7  | 8–6  | 9–2  | 10–1 | 9–5  | 5–7  | 8–2  | 8–4   |
| 7    | Tchéquie     | 7–2  | 3–8  | 10–3  | —    | 8–7   | 5–7  | 4–6  | 3–7  | 8–2  | 6–5  | 4–5  | 5–6  | 7–6  | 6–6   |
| 8    | Allemagne    | 9–3  | 5–7  | 10–11 | 7–8  | —     | 3–9  | 11–3 | 3–8  | 1–6  | 11–2 | 8–5  | 3–7  | 9–4  | 5–7   |
| 10   | Italie       | 8–2  | 2–4  | 4–9   | 7–5  | 9–3   | —    | 7–9  | 8–9  | 7–9  | 9–2  | 10–8 | 3–8  | 6–7  | 5–7   |
| 9    | Japon        | 9–7  | 3–7  | 7–6   | 6–4  | 3–11  | 9–7  | —    | 5–11 | 6–9  | 7–4  | 5–10 | 5–8  | 6–9  | 5–7   |
| 6    | Norvège      | 8–2  | 3–8  | 6–8   | 7–3  | 8–3   | 9–8  | 11–5 | —    | 4–8  | 10–5 | 4–6  | 4–7  | 8–6  | 7–5   |
| 5    | Écosse       | 12–2 | 6–5  | 2–9   | 2–8  | 6–1   | 9–7  | 9–6  | 8–4  | —    | 9–3  | 4–10 | 7–11 | 8–6  | 8–4   |
| 13   | Corée du Sud | 4–11 | 3–9  | 1–10  | 5–6  | 2–11  | 2–9  | 4–7  | 5–10 | 3–9  | —    | 3–6  | 5–9  | 5–3  | 1–11  |
| 4    | Suède        | 8–4  | 6–8  | 5–9   | 5–4  | 5–8   | 8–10 | 10–5 | 6–4  | 10–4 | 6–3  | —    | 6–4  | 7–1  | 8–4   |
| 2    | Suisse       | 9–4  | 4–10 | 7–5   | 6–5  | 7–3   | 8–3  | 8–5  | 7–4  | 11–7 | 9–5  | 4–6  | —    | 7–12 | 9–3   |
| 11   | États-Unis   | 7–1  | 3–8  | 2–8   | 6–7  | 4–9   | 7–6  | 9–6  | 6–8  | 6–8  | 3–5  | 1–7  | 12–7 | —    | 4–8   |

| Pays         | Skip               | V  | D  | V-D | PP | PC  | Manches gagnées | Manches perdues | Manches blanches | Vols pour | Tirs % | DSC   |
| ------------ | ------------------ | -- | -- | --- | -- | --- | --------------- | --------------- | ---------------- | --------- | ------ | ----- |
| Canada       | Brad Jacobs        | 11 | 1  | –   | 90 | 42  | 51              | 36              | 8                | 12        | 91,9%  | 19,59 |
| Suisse       | Yannick Schwaller  | 9  | 3  | –   | 87 | 69  | 50              | 44              | 6                | 10        | 87,9%  | 17,95 |
| Chine        | Xu Xiaoming        | 8  | 4  | 2–0 | 88 | 69  | 50              | 44              | 7                | 11        | 85,1%  | 43,67 |
| Suède        | Niklas Edin        | 8  | 4  | 1–1 | 82 | 64  | 52              | 41              | 5                | 12        | 89,3%  | 12,27 |
| Écosse       | Bruce Mouat        | 8  | 4  | 0–2 | 82 | 72  | 44              | 42              | 8                | 8         | 87,9%  | 16,58 |
| Norvège      | Magnus Ramsfjell   | 7  | 5  | –   | 82 | 69  | 51              | 45              | 7                | 13        | 87,0%  | 20,92 |
| Tchéquie     | Lukáš Klíma        | 6  | 6  | –   | 70 | 64  | 45              | 48              | 7                | 9         | 83,2%  | 41,56 |
| Allemagne    | Marc Muskatewitz   | 5  | 7  | 1–1 | 80 | 73  | 43              | 43              | 8                | 10        | 84,8%  | 20,75 |
| Japon        | Tsuyoshi Yamaguchi | 5  | 7  | 1–1 | 71 | 93  | 46              | 50              | 9                | 3         | 82,1%  | 27,70 |
| Italie       | Joël Retornaz      | 5  | 7  | 1–1 | 80 | 75  | 46              | 44              | 8                | 9         | 85,0%  | 34,25 |
| États-Unis   | Korey Dropkin      | 4  | 8  | –   | 66 | 80  | 45              | 46              | 9                | 9         | 83,3%  | 19,70 |
| Autriche     | Mathias Genner     | 1  | 11 | 1–0 | 47 | 97  | 33              | 52              | 3                | 4         | 76,5%  | 55,34 |
| Corée du Sud | Kim Hyo-jun        | 1  | 11 | 0–1 | 42 | 100 | 32              | 53              | 6                | 2         | 77,5%  | 39,26 |

## Phase finale

### Tableau
|  | Quarts de finale | Quarts de finale |               |               | Demi-finales           | Demi-finales  |  |  | Finale        | Finale        |
|  | Quarts de finale | Quarts de finale |               |               | Demi-finales           | Demi-finales  |  |  | Finale        | Finale        |
|  |                  |                  |               |               |                        |               |  |  |               |               |
|  | 22 mars à 10h    | 22 mars à 10h    |               |               | 22 mars à 16h          | 22 mars à 16h |  |  | 23 mars à 14h | 23 mars à 14h |
|  | 22 mars à 10h    | 22 mars à 10h    |               |               | 22 mars à 16h          | 22 mars à 16h |  |  | 23 mars à 14h | 23 mars à 14h |
|  | 22 mars à 10h    | 22 mars à 10h    | (1) Canada    | 4             |                        |               |  |  | 23 mars à 14h | 23 mars à 14h |
|  | (4) Suède        | 7                | (1) Canada    | 4             |                        |               |  |  | 23 mars à 14h | 23 mars à 14h |
|  | (4) Suède        | 7                | (5) Écosse    | 7             |                        |               |  |  | 23 mars à 14h | 23 mars à 14h |
|  | (5) Écosse       | 8                | (5) Écosse    | 7             |                        |               |  |  | 23 mars à 14h | 23 mars à 14h |
|  | (5) Écosse       | 8                | 22 mars à 16h | 22 mars à 16h | (5) Écosse             |               |  |  |               |               |
|  | 22 mars à 10h    |                  | 22 mars à 16h | 22 mars à 16h | (5) Écosse             |               |  |  |               |               |
|  |                  | (2) Suisse       | 22 mars à 16h | 22 mars à 16h |                        |               |  |  |               |               |
|  | (3) Chine        | 8                | 22 mars à 16h | 22 mars à 16h |                        |               |  |  |               |               |
|  | (3) Chine        | 8                | (2) Suisse    | 7             |                        |               |  |  |               |               |
|  | (6) Norvège      | 7                | (2) Suisse    | 7             |                        |               |  |  |               |               |
|  | (6) Norvège      | 7                | (3) Chine     | 3             |                        |               |  |  |               |               |
|  |                  |                  | (3) Chine     | 3             | Match pour la 3e place |               |  |  |               |               |
|  |                  |                  |               |               |                        |               |  |  |               |               |
|  | 23 mars à 10h    |                  |               |               |                        |               |  |  |               |               |
|  |                  |                  |               |               |                        |               |  |  |               |               |
|  | (1) Canada       | 11               |               |               |                        |               |  |  |               |               |
|  | (1) Canada       | 11               |               |               |                        |               |  |  |               |               |
|  | (3) Chine        | 2                |               |               |                        |               |  |  |               |               |
|  | (3) Chine        | 2                |               |               |                        |               |  |  |               |               |

### Quarts de finale
| Équipes | 1 | 2 | 3 | 4 | 5 | 6 | 7 | 8 | 9 | 10 | 11 | Total |
| ------- | - | - | - | - | - | - | - | - | - | -- | -- | ----- |
| Chine   | 1 | 1 | 0 | 1 | 0 | 3 | 0 | 1 | 0 | 0  | 1  | 8     |
| Norvège | 0 | 0 | 0 | 0 | 2 | 0 | 3 | 0 | 1 | 1  | 0  | 7     |

| Équipes | 1 | 2 | 3 | 4 | 5 | 6 | 7 | 8 | 9 | 10 | Total |
| ------- | - | - | - | - | - | - | - | - | - | -- | ----- |
| Suède   | 1 | 0 | 2 | 0 | 1 | 0 | 1 | 0 | 2 | 0  | 7     |
| Écosse  | 0 | 2 | 0 | 2 | 0 | 2 | 0 | 1 | 0 | 1  | 8     |

### Demi-finales
| Équipes | 1 | 2 | 3 | 4 | 5 | 6 | 7 | 8 | 9 | 10 | Total |
| ------- | - | - | - | - | - | - | - | - | - | -- | ----- |
| Canada  | 1 | 0 | 1 | 0 | 0 | 0 | 2 | 0 | 0 | 0  | 4     |
| Écosse  | 0 | 2 | 0 | 0 | 0 | 2 | 0 | 1 | 0 | 2  | 7     |

| Équipes | 1 | 2 | 3 | 4 | 5 | 6 | 7 | 8 | 9 | 10 | Total |
| ------- | - | - | - | - | - | - | - | - | - | -- | ----- |
| Suisse  | 2 | 0 | 0 | 0 | 2 | 2 | 0 | 1 | 0 | X  | 7     |
| Chine   | 0 | 0 | 0 | 1 | 0 | 0 | 1 | 0 | 1 | X  | 3     |

### Troisième place
| Équipes | 1 | 2 | 3 | 4 | 5 | 6 | 7 | 8 | 9 | 10 | Total |
| ------- | - | - | - | - | - | - | - | - | - | -- | ----- |
| Canada  | 3 | 0 | 0 | 5 | 2 | 0 | 0 | 1 | X | X  | 11    |
| Chine   | 0 | 0 | 1 | 0 | 0 | 1 | 0 | 0 | X | X  | 2     |

### Finale
| Équipes | 1 | 2 | 3 | 4 | 5 | 6 | 7 | 8 | 9 | 10 | Total |
| ------- | - | - | - | - | - | - | - | - | - | -- | ----- |
| Écosse  | 0 | 0 | 0 | 0 | 2 | 0 | 2 | 0 | 0 | 1  | 5     |
| Suisse  | 1 | 0 | 0 | 0 | 0 | 2 | 0 | 1 | 0 | 0  | 4     |